# Newtonův kov
Newtonův kov je snadno tavitelná slitina s teplotou tání 97 °C. Složení je: bismut (50 %), olovo (31,2 %) a cín (18,8 %) (někdy se uvádí hmotnostní poměr 8:5:3).
Slitina se podobá Woodově kovu, neobsahuje však toxické kadmium. Lze ji tedy s výhodou použít např. jako snadno tvarovatelného stínění v radioterapii.